# ألفارو موريلو
ألفارو موريلو (بالإسبانية: Álvaro Murillo)‏ (24 نوفمبر 1930 في كوستاريكا - 28 يونيو 1985 في كوستاريكا) هو مدرب كرة قدم ولاعب كرة قدم كوستاريكي في مركز الهجوم. شارك مع منتخب كوستاريكا لكرة القدم. أما مع النوادي، فقد لعب مع ديبورتيفو سابريسا وOrión F.C. ‏.

## وصلات خارجية
- ألفارو موريلو على موقع الاتحاد الدولي (مؤرشف)  (الإنجليزية)